# 一代佳人
《一代佳人》是中華電視公司（華視）播出的八點檔連續劇，播出期間為1985年1月28日至3月11日，共28集，製作人是宗華，主演包括了湯蘭花、白彪、曹蘭、徐乃麟、李道洪等人。《一代佳人》是湯蘭花出演的首部台灣電視劇，她也憑藉該劇在台灣成名並在之後出演了《藍與黑》和《楊貴妃傳奇》等連續劇。片頭主題曲〈一代佳人〉由湯蘭花主唱。
1985年，亞洲電視買下《一代佳人》香港播映權，在中文台播出。

## 演員
- 湯蘭花飾白若薇
- 白彪飾杜清風
- 李道洪飾趙亨利
- 孫嘉琳飾舒小曼
- 唐琪飾吳韻芳
- 曹蘭飾藍蘭：白若薇身邊的婢女
- 儀銘飾狄四虎
- 謝興飾尤仕海
- 徐乃麟飾何志昂